# Infrared Roses
Infrared Roses è un album dal vivo del gruppo rock statunitense Grateful Dead, pubblicato nel 1991.

## Tracce
1. Crowd Sculpture
2. Parallelogram
3. Little Nemo in Nightland
4. Riverside Rhapsody
5. Post-Modern Highrise Table Top Stomp
6. Infrared Roses
7. Silver Apples of the Moon
8. Speaking in Swords
9. Magnesium Night Light
10. Sparrow Hawk Row
11. River of Nine Sorrows
12. Apollo at the Ritz

## Formazione
- Jerry Garcia – chitarra, batteria, sintetizzatore
- Bob Weir – chitarra, sintetizzatore, marimba
- Phil Lesh – basso, sintetizzatore
- Brent Mydland – tastiera, percussioni, sintetizzatore
- Vince Welnick – sintetizzatore
- Bruce Hornsby – piano, tastiera
- Bill Kreutzmann – batteria
- Mickey Hart – batteria